# Simple Instant Messenger
SIM-IM (SIM Instant Messenger) е пакет свободен софтуер за размяна на незабавни съобщения, лицензиран под GNU General Public License (GPL) лиценз. Програмата има версии за операционните системи Linux, Mac OS и Microsoft Windows.
Програмата поддържа следните протоколи:
- Оскар – за съобщения в мрежите на ICQ и AIM
- Jabber
- LiveJournal
- .NET Messenger Service (известен още като MSN)
- Yahoo! Messenger